# Waldbeeren
Unter Waldbeeren versteht man regional Heidelbeeren, allgemein alle Beeren- und beerenartigen Früchte des Waldes.
Diese sind z. B.:
- Brombeeren
- Hagebutten (Rosa)
- Himbeeren (Rubus idaeus)
- Holunderbeeren (Sambucus)
- Preiselbeeren (Vaccinium vitis-idaea)
- Sanddorn (Hippophaë rhamnoides)
- Schlehen (Prunus spinosa)
- Vogelbeeren (Sorbus aucuparia edulis)
- Wacholderbeeren (Juniperus)
- Wald-Erdbeeren  (Fragaria vesca)
- Weißdorne (Crataegus)